# Märta Grill
Märtha Augusta Carolina Grill, född Grill 6 september 1866 i Handberga, Hardemo församling, Örebro län, död 26 juni 1951 på Godegårds säteri, Godegårds församling, Östergötlands län, var en svensk målare. Hon tillhörde Garphyttegrenen av släkten Grill och var dotter till brukspatronen Anton Gustaf Grill och Ulla Grill samt från 1895 gift med sin kusin agronom Theodor Grill (1864-1912) från Godegårdsgrenen.
Grill studerade först konst för Axel Borg i Örebro och senare för Axel Jungstedt i Stockholm. Hon reste på en studieresa till Paris 1889, som följdes av en resa till Italien 1890, där hon huvudsakligast vistades i Rom. Hon deltog 1950 i utställningen Örebro i konsten på Örebro läns museum.
Hennes produktion består av landskap, stilleben och porträtt i olja. Hon är representerad vid Örebro läns museum.